# Monkstown (Cork)
Monkstown (irl.: Baile an Mhanaigh) – miasto w hrabstwie Cork w Irlandii, położone ok. 14 km od miasta Cork, przy ujściu rzeki Lee do Morza Celtyckiego.